# 窓辺で手紙を読む女
『窓辺で手紙を読む女』（まどべでてがみをよむおんな、蘭: Brieflezend meisje bij het venster、独: Briefleserin am offenen Fenster）は、オランダ黄金時代の画家ヨハネス・フェルメールが1657年から1659年に描いた絵画。現在はドレスデンにあるドレスデン美術館のアルテ・マイスター絵画館が所蔵している。
開かれた窓際で手紙を読むオランダ人女性が描かれたこの作品は、長期にわたって、描いた画家が特定されていなかった。最初にレンブラント、次にピーテル・デ・ホーホの作品ではないかとされていたが、1880年になってからフェルメールの作品であると特定された。第二次世界大戦後、一時的ではあるがソ連が接収していたこともあった。

## 構成
『窓辺で手紙を読む女』には、開かれた窓のそばに立って手紙を読む横向きの金髪のオランダ人女性が描かれている。内向きに開かれた窓には赤いカーテンが垂れかかり、窓ガラスの右下には女性の姿が映し出されている。画面手前には房飾りがついた黄褐色のカーテンが掛けられ、女性が立つ部屋の4分の1程度を鑑賞者の目から隠している。女性が着用している緑の衣服と、テーブル上の赤いラグに乗せられた傾いた果物皿にカーテンの色が反射し、陰を落としている。果物皿のそばには半分に割られて種がむき出しになった桃がある。

## 象徴と技法
ノルベルト・スナイデルはその著書『フェルメール、1632年 - 1675年 (Vermeer, 1632–1675 )』（2000年）で、開かれた窓について家や社会など「この女性が自身の置かれている境遇から逃れたいという願望」ではないかとし、果物は「不倫関係の象徴」だと主張した。さらにスナイデルはこの説の証拠として、X線を使用した調査でこのキャンバスにもともとはキューピッドが描かれていたことが判明したことをあげている。下絵の段階では画面右上にプットー（裸身の幼い天使）が描かれていたが、絵が完成した後のフェルメール死後に何者かによって塗りつぶされており、2021年9月に修復が完了したことが発表された。。
マルクス・ガブリエルは、女の服と開かれた幕の色が同じであることから、鑑賞者は無防備な女の裸を窃視することになり、食べかけの桃が果物皿からこぼれてベッドに乱れて転がっている状態は性的暗示であり、女が光源の方向を向かずに頬を紅潮させていることから、神への罪悪から目を背けているのだと精神分析的に解釈している。
画面前面のカーテンというモチーフはフェルメールの作品では珍しいものではなく、現存する絵画のうち7点の作品に描かれている。フェルメールが多用した絵画技法として、ルプソワール (en:repoussoir) と呼ばれる、作品の主題の前面に他のものを配して奥行きを強調する技法は25点の作品に見られる。『窓辺で手紙を読む女』にもルプソワールの技法が使用されており、ラグで覆われたテーブルがルプソワールとして人物像と鑑賞者の間に置かれている。ラグが乗せられたテーブルをルプソワールに使用したフェルメールの作品は多いが、この『窓辺で手紙を読む女』が最初期の作品となっている。
『窓辺で手紙を読む女』と『士官と笑う娘』は、フェルメールが多用した点描技法が見られる最初期の作品である。経済学者にして美術史家ジョン・マイケル・モンティアスは『フェルメールとその境遇 (Vermeer and His Milieu )』（1991年）で、「小さな白い玉」が、『窓辺で手紙を読む女』と『士官と笑う娘』の明るい箇所に存在すると指摘し、『窓辺で手紙を読む女』ではとくに静物と金髪を描いた部分に多く見られるとしている。このような光の表現技法は、フェルメールが凹面レンズを利用したカメラ・オブスクラのような光学装置を使用して、写実的な光を作品に再現したと考える美術史家たちの推測を裏付けていると考えられる。

## 来歴

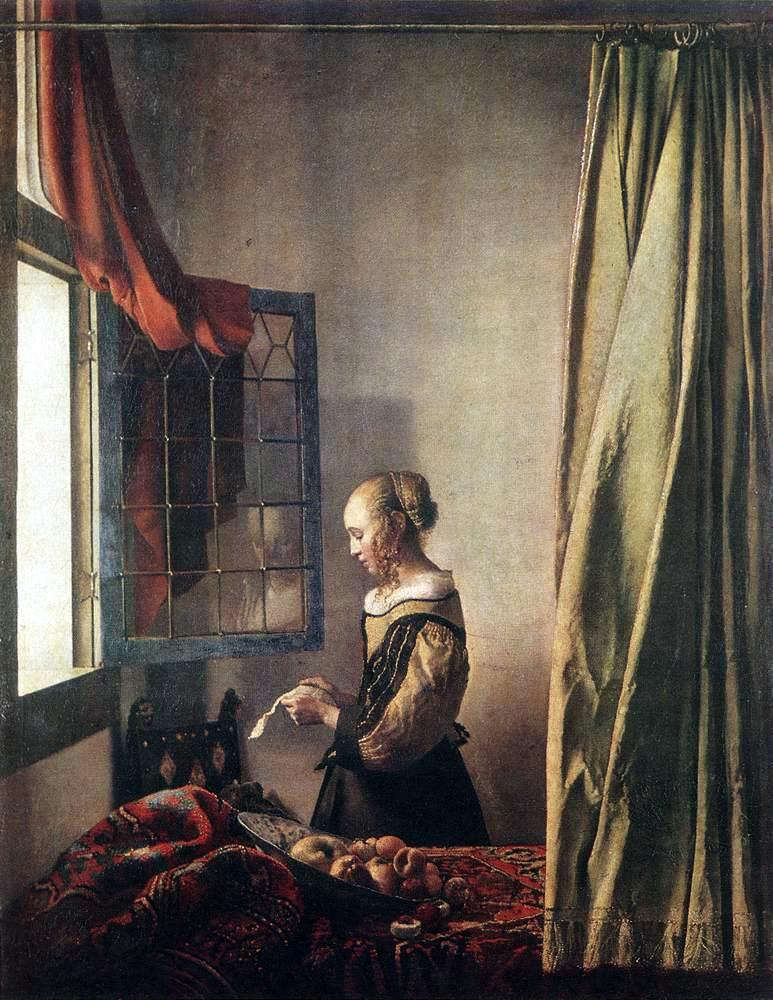
修復前の『窓辺で手紙を読む女』

フェルメールが『窓辺で手紙を読む女』を描いたのは1657年から1659年にかけてである。1742年にザクセン選帝侯でありポーランド王でもあったアウグスト3世が、レンブラントの作品であるという誤った鑑定のもと『窓辺で手紙を読む女』を購入し、ドレスデンの自身の美術品コレクションに収蔵した。その後、1826年にはレンブラント作ではなく、ピーテル・デ・ホーホ作であるという、さらなる誤った鑑定が下されている。1860年になって、フランス人美術史家テオフィル・トレ＝ビュルガー (en:Théophile Thoré-Bürger) が、『窓辺で手紙を読む女』はオランダ人画家フェルメールの希少な作品であると正しく同定した。
『窓辺で手紙を読む女』は第二次世界大戦中のドレスデン爆撃の被害を免れた絵画作品の一つである。戦禍を避けるために他の美術品とともにザクセンスイス (en:Saxon Switzerland) の坑道に保管されていたが、ソ連赤軍がこれらを発見、接収した。ソ連はこれら自国に接収した美術品は救出したものであるという姿勢を崩さなかったが、実質的には略奪だったという見解も存在した。いずれにせよ、ヨシフ・スターリンの死後、1955年になってソ連は「ソヴィエト国民とドイツ国民の友好をさらに強固にするために」接収した美術品をドイツ（当時の東ドイツ）に返還することを決めた。数百点にのぼる美術品を失うことに憤ったソ連の美術史家やキュレータたちは、「ドレスデンにあった世界的な宝物をかつて保護し、今回返還する代償として」この『窓辺で手紙を読む女』とジョルジョーネの『眠れるヴィーナス』をソ連に譲渡するようドイツに働きかけた。しかしながらドイツは何の返答もしないままに、絵画はソ連から返還された。このときに返還された他の著名な絵画作品としてラファエロの『システィーナの聖母』などがある。

### 「キューピッドの絵」の発見と修復
返還後はアルテ・マイスター絵画館に所蔵された。
1979年にアメリカの美術館に貸し出された際、X線で調査したところ、キューピッドの絵が上塗りされ、消されていたことが判明し、専門家による協議の結果、元の状態へ修復することが決まった。
2021年8月、アルテ・マイスター絵画館では全ての修復作業が完了したため、同年9月10日から一般公開すると発表した。
修復により弓を持ち鉄仮面を踏みつけたキューピッドの姿が見えるようになったほか、汚れや劣化したニスなどを取り除いたことで色彩が復活した。
修復前の状態も有名であるため、比較として修復前の複製を修復後の絵と並べて展示する例もある。